# Pternistis hildebrandti
Pternistis hildebrandti е вид птица от семейство Phasianidae.

## Разпространение
Видът е разпространен в Бурунди, Замбия, Демократична република Конго, Кения, Малави, Мозамбик, Руанда и Танзания.